# Лиепая

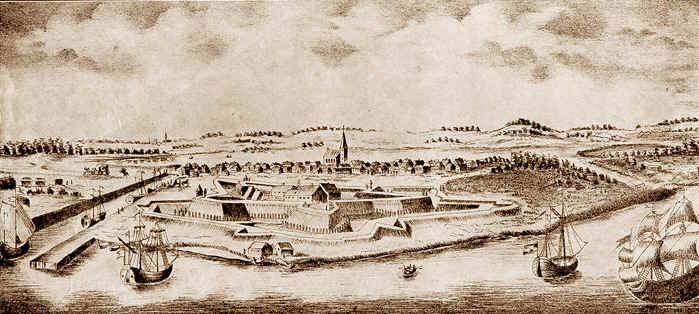
Вид Либавы в 1705 году

Ли́епая или Лие́пая (традиц. Лиепа́я; латыш. Liepāja МФА: [ˈliɐ̯paːja]о файле; до 1920 года — Либа́ва, от нем. Libau) — город государственного значения на юго-западе Латвии, на побережье Балтийского моря. Крупнейший город исторической области Курземе, третий по величине город Латвии после Риги и Даугавпилса, важный промышленный центр и незамерзающий порт, первоначально военно-морская база русского флота. Является самым западным городом Латвии.
Лиепая известна в Латвии как «город, где рождается ветер», возможно, из-за постоянного морского бриза. Песня с одноимённым названием (латыш. Pilsēta, kurā piedzimst vējš), написанная Имантсом Калныньшем, стала гимном города.

## История

### Первые упоминания
Средневековое название города (Liva Portas — «ливская гавань») свидетельствует о том, что в древности здесь жило прибалтийско-финское племя ливов (от названия реки, которое в свою очередь, произошло от ливского слова «лиив», означающего «песок»). Поселение ливов на месте города, предположительно, существовало до прибытия в 1198 году в Прибалтику рыцарей-меченосцев. Название населённого пункта впервые упоминается в хронике 4 апреля 1253 года, в записи о разделе земель между Тевтонским орденом и Курляндским епископом.
Как морская гавань поселение Портас Лива (Portas Liva, Lyva) впервые упоминается 10 лет спустя, в 1263 году. Это было владение Гробиньского фогта с немногими его вассалами, но являлось важным пунктом на пути из резиденции Тевтонского ордена в Мариенбурге в резиденцию Ливонского ордена в Риге. Торговое значение гавани поначалу было невелико: через него вывозились лес, рыба, мясо и масло в северо-восточные германские земли.
В 1300 году рыцари Ливонского ордена возвели здесь собор, в следующем году — соорудили укреплённый замок, а сам город обнесли каменной стеной.
В 1418 году город был разграблен и сожжён литовцами, его население уничтожено. Спустя четыре года к восстановленному городу подошёл с войском польский король Владислав Ягайло, но, не взяв замка, отступил.
В XV веке через Ливу проходил торговый путь из Амстердама в Москву, известный как «белая дорога к Лива Портус». К 1520 году река Лива стала слишком мелкой для удобной навигации, и это негативно сказалось на развитии города.
В 1560 году ландмейстер Тевтонского ордена Готхард Кетлер отдал в залог за 50 000 гульденов район Гробина (включая и Ливу) прусскому герцогу Альбрехту Гогенцоллерну, бывшему великому магистру Тевтонского ордена, перешедшему в протестантство и объявившему основные владения ордена герцогством Пруссия, первым герцогом которого он провозгласил себя самого. В 1561 году ландмейстер Готхард последовал примеру гроссмейстера Альбрехта, и объявил Ливонский орден своим владением — герцогством Курляндия.
Под прусской властью территория пережила первый расцвет. Если в конце XVI века населённый пункт, который получил название Либау, насчитывал 60 немецких семей, то уже на рубеже XVII века их количество возросло до 250—300 и продолжало увеличиваться. В 1581 году прусский землемер Возегин, назвавший Либау городом, составил его описание и нанёс на карту 28 участков застройки.
Либау был возвращён Пруссией герцогу Курляндии через полвека, в 1609 году, когда младший из сыновей Готхарда Кетлера, Вильгельм, женился на прусской принцессе Софии фон Гогенцоллерн, получив за ней в приданое заложенные ранее Гробин и Пильтен.
Во время Ливонской войны (1558—1583 годы) населённый пункт был разрушен шведами.

### Основание города в герцогстве Курляндском
18 марта 1625 года герцог Курляндии Фридрих Кетлер даровал Либау (Libow) права города, а через два дня там же утвердил акт о границах города. В Акте о правах города 1625 года перечислены права и обязанности всех городских организаций, зафиксированы правила приёма в эти товарищества, их отношения друг с другом и городом. Был утверждён городской герб следующего вида: на серебряном фоне курляндский лев с раздвоенным хвостом опирается на липовое дерево своими передними лапами.
В 1626 году права города были подтверждены сюзереном Курляндского герцогства королём Польши Сигизмундом III Ваза. В хронике важнейших событий отмечается, что Либау пережил эпидемию чумы в 1646—1647 годов. Она была настолько сильной, что рат и торговцы приняли Чумной регламент.
Современное название Лиепая (Leepaja) упоминается впервые в 1649 году Паулем Эйнхорном в его работе «История Летиции».

### Либау в XVII—XVIII веках
Польско-шведская война 1655—1660 годов ослабила финансы города, но больших разрушений не принесла.
Осенью 1661 года в город пришла очередная эпидемия чумы. В 1662 году вступили в силу первые правила Торговой гильдии, этот же год можно считать годом основания Большой гильдии.

#### Эпоха герцога Якоба
Под властью герцога Якоба Кетлера (1642—1681) город достиг вершины своего процветания, став одним из главных портов Курляндии. Экспедиции, основавшие заморские колонии, вышли в 1637 году из портов Либавы и Виндавы. Герцог способствовал развитию металлообработки и судостроения. Торговые отношения развивались не только с соседними странами, но и с Великобританией, Францией, Нидерландами и Португалией. Вместо обмелевшей реки проложен канал, соединивший город с морем.

#### Развитие порта
3 октября 1697 года в Либау началось создание порта: были вбиты первые сваи в причалы. В 1698 году в городе произошёл разрушительный пожар.
В 1701 году во время Северной войны Либау был занят войсками шведского короля Карла XII, но в конце войны город находился под контролем Польши. В 1710 году от эпидемии чумы погибла треть населения города. В это время Либау стал перевалочным пунктом для уплаты военных контрибуций саксонцам, шведам и русским, которые только в деньгах составили 90 тысяч флоринов, не считая натуральных выплат.
К 1730-м годам создание порта было завершено, он смог принимать более крупные корабли: если в начале века в гавань заходили суда с грузоподъёмностью 37 ластов (около 75 тонн), то в конце века — 40—50 (80—100 тонн). Количество принимаемых ежегодно судов удвоилось и достигло двухсот к 1794 году. Доходными направлениями ремесленничества стали постройка кораблей и изготовление бочек для экспорта продуктов (сала, масла).

#### Перед присоединением к России
После восстания Тадеуша Костюшко Речь Посполитая фактически перестала существовать, обострились конфликты курляндского рыцарства с герцогом. Самым безопасным прибежищем для помещиков виделась Российская империя, и начались переговоры о переходе герцогства под её руку. 18 марта 1795 года курляндское рыцарство провозгласило отделение от Польши. Депутация дворян отправилась в Петербург, где Екатерина II, недовольная сношениями герцога Петра Бирона с Пруссией, приняла на себя посредничество. Герцог был призван в Петербург и здесь 28 марта 1795 года подписал отречение от герцогства, за что ему назначена была ежегодная пенсия в 100 тысяч талеров (50 тысяч червонцев); кроме того, за поместья его в Курляндии императрица заплатила 500 000 червонцев. 27 мая 1795 года Курляндия вошла в состав Российской империи как губерния.

### Городское население

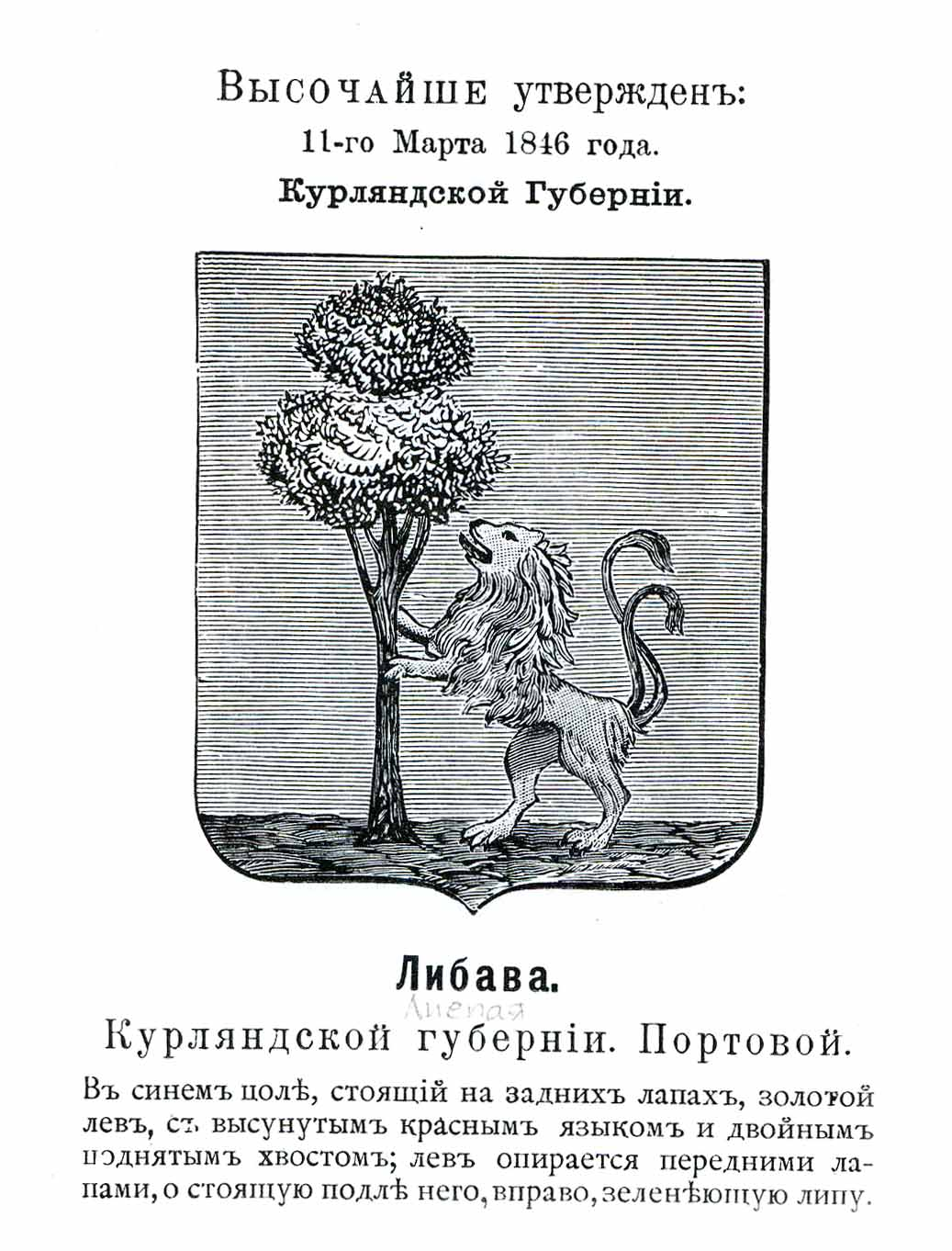
Герб города 1846 года

Сам город начали заселять люди из Восточной Пруссии, Скандинавии, но в основном из Северной Германии и Голландии. Поскольку большинство переселенцев, торговцев и ремесленников, были родом из германских земель, городское управление строилось по немецкому образцу: Большая (торговая) и Малая (ремесленная) гильдии.
Высшей властью в городе являлся магистрат во главе с бургомистром. Делегатов в магистрат могли выбирать и Большая, и Малая гильдии, но важные должности полагались только членам Большой гильдии. Ею руководила так называемая Stadtältestenbank («скамья старшин») из 11 человек во главе с альдерманом, работавшая на общественных началах. Восемь рядовых старшин избирались пожизненно, но могли уйти в отставку добровольно. Альдерман выдвигался из числа старшин на 3 года, но должность можно было занимать и несколько раз. Результаты выборов в гильдии утверждались в магистрате. В середине XIX века, после избрания на этот пост Карла Готлиба Сигизмунда Улиха, должность стала пожизненной.
В Большой гильдии превалировали крупные торговцы, они же занимали ключевые должности. В гильдию также принимали представителей самых богатых ремесленников — мастеров золотых и серебряных дел, часовщиков, переплётчиков, лоцманов, цирюльников (они же фельдшеры и зубные врачи), живописцев, садовников и «перук-махеров» (мастера по изготовлению париков).
Членство в Большой или Малой гильдии являлось обязательным условием для получения гражданства Либау. Закон о свободной торговле в городе применялся только к гражданам, торговать напрямую с иностранцами и чужаками не дозволялось. Латыши были несвободны и получить гражданство Либау или другого города не могли. Евреи считались «иноверцами», так что до присоединения Курляндии к Российской империи в конце XVIII века торговцев-иудеев в Либау не было. Таким образом, монополию на торговлю в Либау держали немцы.
В 1684—1699 годах в Большой гильдии Либау состояло меньше ста человек, позже их количество возросло до полутора-двух сотен. В 1797 году немцев в Либау было 80 %, или 4500 человек. К Большой гильдии относились — вместе с членами семей — 870 человек. Но только 190 членов Большой гильдии имели влияние на городское самоуправление.

### Курляндская губернияв составе Российской империи
После вхождения Курляндии в 1795 году в состав Российской империи город именовался Либава (Либау). С этого времени он развивался как крупный торговый порт и в 1831 году получил права гавани первого класса. Город развивался и как курорт, одно из мест отдыха царской семьи и российского дворянства на берегу Балтийского моря. После отмены крепостного права в Остзейском крае крестьянам с 1848 года разрешили перебираться в города, что вызвало рост численности населения города и жилищного строительства. В 1860 году в Либаву приезжал наследник престола, великий князь Николай Александрович, который открыл на берегу моря «Николаевское купальное заведение с горячими и холодными морскими ваннами». В 1862 году порт посетил император Александр II с супругой. Оба раза царственные особы останавливались в доме клуба зажиточных граждан Muse на улице Унгера, 10 (ныне улица Авоту). Улицу от этого дома до защитного вала, оберегавшего дома от морских ветров, назвали Николаевской (ныне Републикас).
Была проложена Либаво-Роменская железная дорога протяжённостью свыше 1000 км. Большим толчком к развитию города послужило строительство Либавской крепости и военного порта. На строительство крепости и города из государственной казны выделялись большие средства. Развивалась военная и гражданская промышленность, расширялась инфраструктура. Либава стала одним из технологических центров, здесь испытывались и создавались новые технологии. Старый город в его теперешнем виде в основном сложился в тот период. Численность населения города к 1914 году достигла 110 тысяч человек.
В конце XVIII века город состоял из двух частей: Старой и Новой Либавы. В Новой была сосредоточена фабрично-заводская промышленность: фабрики красочная, капсюльная, бумажных приводных ремней и канатов, табачная, 2 спичечные, 2 сельскохозяйственных машин, мебельная, заводы: 4 винокуренных, 5 искусственных минеральных вод, мыловаренный, 3 пивоваренных, маслобойный, железопрокатный (пудлингование), жестяной, 3 чугунолитейных, пробочный, пудренный, корабельных снастей, для производства линолеума, лесопильный, 4 паровых мукомольных мельницы, 4 типографии, 8 книжных лавок с библиотеками, 2 ежедневных немецких и еженедельная латышская газета; 5 гостиниц; отделения Государственного банка со сберегательной кассой, Московского международного торгового банка, Рижского и Московского коммерческих банков, агентство Минского коммерческого банка, Биржевой банк; 40 агентских контор, 20 комиссионных, 4 маклерские, нотариальная, 9 экспортных, 1 экспедиционная и комиссионная; 30 портовых складов.

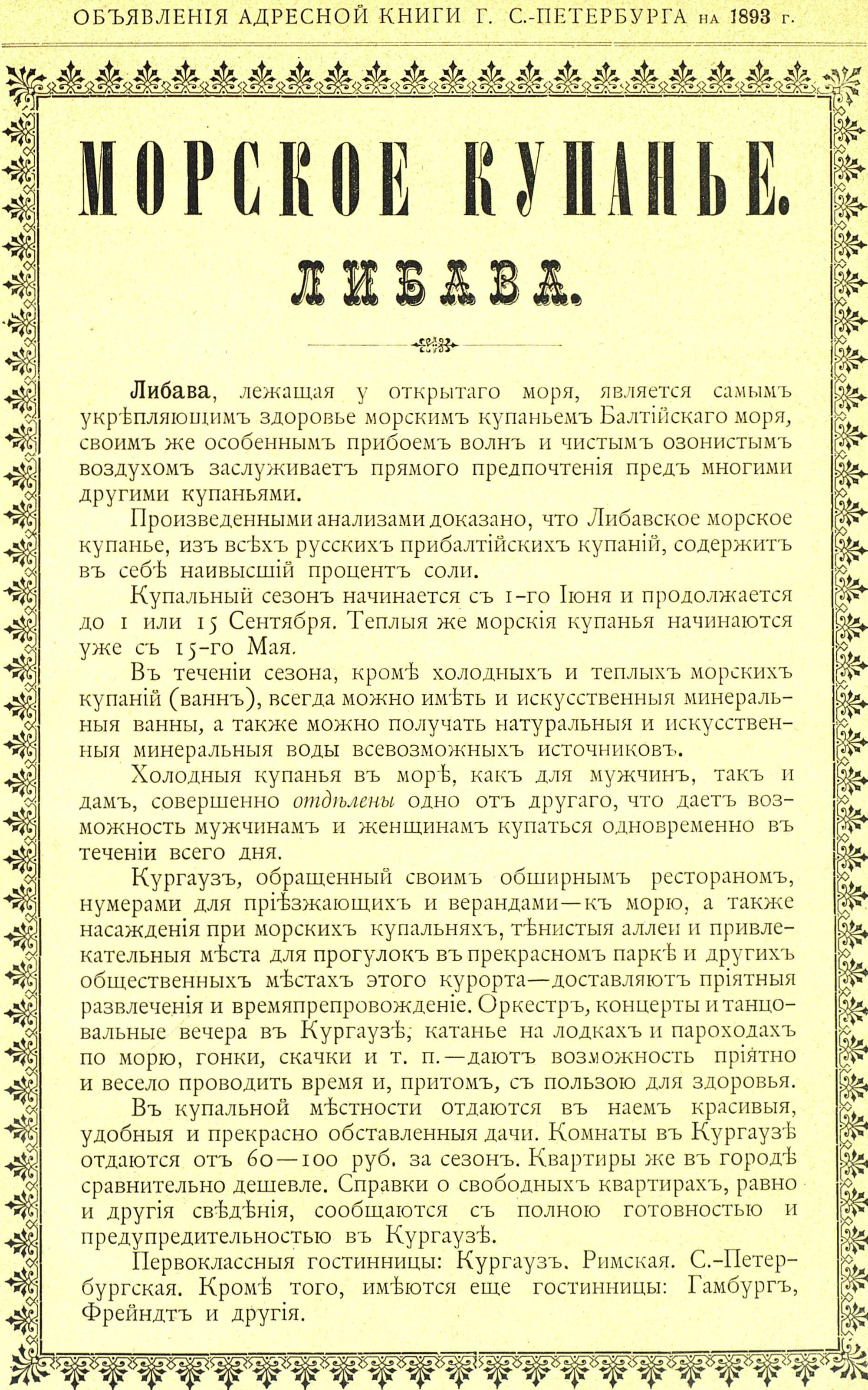
Реклама курорта, 1893 год

1869 год — М. Ф. Паррот участвовал в приёме вновь построенной телеграфной линии Петербург — Либава. Кроме того, он участвовал в экспедиции для прокладки телеграфного кабеля в Балтийском море для русско-датской телеграфной линии.
4 сентября 1871 года пришёл первый поезд из Вильны, a в 1872 году открылось железнодорожное сообщение с Ригой. В 1876 году открыта Либаво-Роменская железная дорога. В 1877 году план расширения порта рассмотрело особое совещание под председательством министра путей сообщения адмирала Посьета, 28 февраля 1878 года Общество Либаво-Роменской железной дороги взяло работы на себя.
1882 год — создано акционерное общество «Бёкер и Компания» с основным капиталом 250 000 рублей, чтобы начать производство проволоки и гвоздей. 15 января 1890 года — император Александр III подписал указ о строительстве Либавской военно-морской крепости. Началась модернизация и расширение порта. 12 августа 1893 года состоялась церемония официальной закладки военного порта. Накануне в аванпорт вошли и стали на бочках корабли Балтийского флота, во главе с императорской яхтой «Полярная Звезда» и эскадренным броненосцем «Император Александр II». После смерти императора (20 октября 1894 года) военный порт получил название Порт Александра III (5 декабря 1894 года). Во время первой русской революции в порту произошло вооружённое Либавское восстание (15—18 августа 1905 года).
На городской верфи ежегодно строили до 5 кораблей, преимущественно дальнего плавания (бриги, шхуны, пароходы). Опыт пребывания кораблей в порту показал, что предусмотренных сооружений недостаточно для нормального функционирования всех служб. Возникла мысль об изменении программы 1895 года — тем более, что после отправки большинства современных кораблей на Дальний Восток Балтийский флот оказался ослаблен.

### Латвийская Республика (1918—1940)

Площадь Роз (Rožu laukums) до начала Второй мировой войны

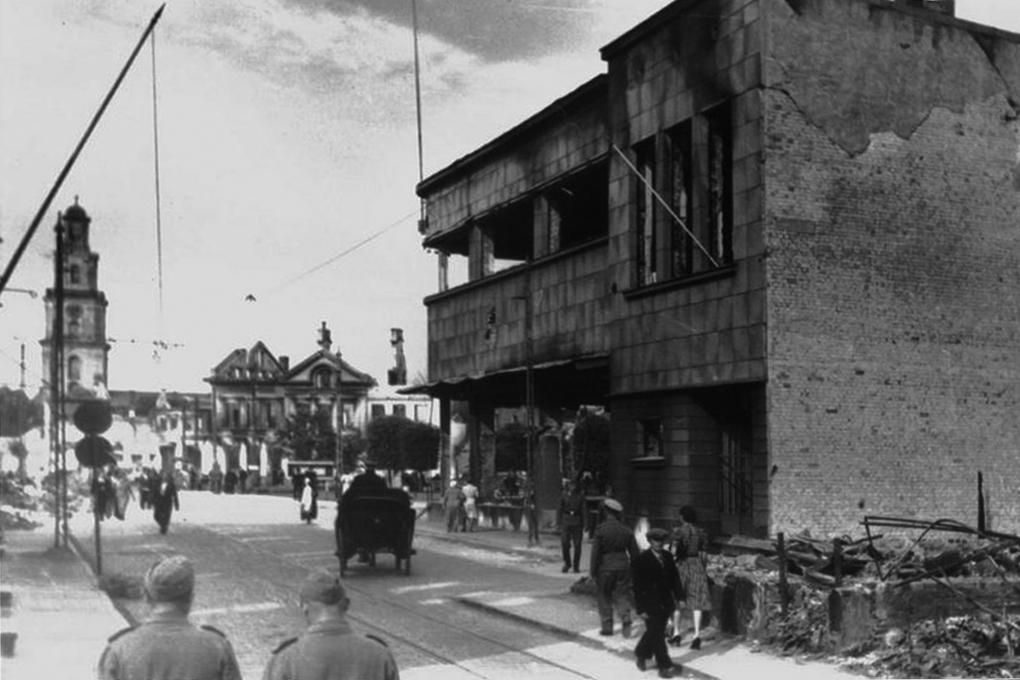
Лиепая в годы немецкой оккупации. Армейский экономический магазин. Фото 1942 года

Во время Войны за независимость Латвии в 1919 году, Лиепая шесть месяцев выполняла роль столицы Латвии.
В 1922 году открылась Лиепайская консерватория. В 1924 году открылся Лиепайский музей истории и искусства. В 1930 году основан Курляндский авиаклуб.
Лиепайский латышский театр, работавший в городе с 1907 года, стал в 1934 году Театром оперы и драмы.

### Во время Второй мировой войны
С началом Второй мировой войны (1939) в Лиепайский порт вошёл крейсер «Киров» в сопровождении двух эскадренных миноносцев. В 1940 году в Латвии было установлено советское правительство и объявлено об образовании Латвийской ССР с последующим включением в состав СССР.

#### Оборона Лиепаи 22—29 июня 1941 года
Количество жертв при обороне Лиепаи советскими войсками в Великой Отечественной войне неизвестно. По мнению советской стороны, потери противника в борьбе за Лиепаю составили до 10 тысяч человек убитыми и ранеными. В ходе обороны города в Лиепае было полностью разрушено 117 зданий и частично разрушено ещё 450. Вдоль левого берега канала не осталось ни одного неповреждённого здания, в результате пожара сгорела гостиница «Олимпия». После окончания сражения за город морскими минами, выставленными в районе Лиепаи советским тральщиком Т-204 «Фугас», были уничтожены два немецких корабля:
- 2 июля 1941 года — тральщик М-3134;
- 10 июля 1941 года — охотник за подводными лодками UJ-113.

#### Освобождение Лиепаи
26 января 1945 года на бомбардировку Лиепаи отправились 18 бомбардировщиков Ту-2 3-го бомбардировочного авиационного полка. Советские войска заняли город только 9 мая 1945 года — в город маршем вошли подразделения 177-й стрелковой Любанской дивизии 97-го стрелкового корпуса 51-й армии Ленинградского фронта.

### Восстановление независимости Латвии
После восстановления независимости Латвии в 1990 году Лиепая стала значимым промышленным и культурным городом страны, а также третьим по численности населения.

## Население
Лиепая является третьим по величине городом Латвии, но численность её населения с 1991 года снижается. Наиболее заметное сокращение численности населения было связано с выводом российских войск и эмиграцией многих русских в Россию в 1991—2000 годы. Другие причины депопуляции — эмиграция в страны Западной Европы после вступления Латвии в ЕС в 2004 году и снижение рождаемости.
На 1 января 2015 года по данным Центрального статистического управления Латвии численность населения города составляла 71 125 жителей или 78 787 человек по данным Регистра жителей.
По данным Центрального статистического управления Латвии, на начало 2021 года численность населения города составляла 67 964 человека. Доля населения старше 65 лет в структуре населения города — 21,6 % (14 689 человек), а доля населения младше 14 лет — 17,1 % (11 590 человек).
По данным 2022 года, латыши составляли 59,6 % жителей города (для сравнения, доля латышей во всей стране — 63 %), русские — 27,2 %, а доля неграждан в составе населения составила 12,81 %.
| Год                              | 1638 | 1800 | 1840 | 1881 | 1897 | 1907 | 1914 | 1921 | 1940 | 1950 | 1959 | 1970 | 1975  | 1989  | 1995  | 2000 | 2007 | 2011 | 2015 | 2020 | 2022 |
| -------------------------------- | ---- | ---- | ---- | ---- | ---- | ---- | ---- | ---- | ---- | ---- | ---- | ---- | ----- | ----- | ----- | ---- | ---- | ---- | ---- | ---- | ---- |
| Численность населения, тыс. чел. | 1.0  | 4.5  | 11.0 | 29.6 | 64.5 | 81.0 | 94.0 | 51.6 | 52.9 | 64.2 | 71.0 | 92.9 | 100.0 | 114.5 | 100.3 | 89.1 | 85.3 | 76.7 | 71.1 | 68.3 | 67.4 |

### Национальный состав
| Национальный состав населения города на 2022 год | Национальный состав населения города на 2022 год | Национальный состав населения города на 2022 год | Национальный состав населения города на 2022 год | Национальный состав населения города на 2022 год |
| ------------------------------------------------ | ------------------------------------------------ | ------------------------------------------------ | ------------------------------------------------ | ------------------------------------------------ |
| Латыши                                           | (40 156)                                         |                                                  | 59,61 %                                          |                                                  |
| Русские                                          | (18 342)                                         |                                                  | 27,23 %                                          |                                                  |
| Украинцы                                         | (2 979)                                          |                                                  | 4,42 %                                           |                                                  |
| Белорусы                                         | (2 007)                                          |                                                  | 2,98 %                                           |                                                  |
| Литовцы                                          | (1 957)                                          |                                                  | 2,87 %                                           |                                                  |
| Поляки                                           | (625)                                            |                                                  | 0,93 %                                           |                                                  |
| Другие                                           | (1 342)                                          |                                                  | 1,99 %                                           |                                                  |
| Всего                                            | (67 360)                                         |                                                  | 100,00 %                                         |                                                  |

Национальный состав населения города согласно переписям 1989 и 2011 годов:
| национальность        | чел. (1989) | %        | чел. (2011) | %        |
| --------------------- | ----------- | -------- | ----------- | -------- |
| всего                 | 114486      | 100,00 % | 76731       | 100,00 % |
| латыши                | 44432       | 38,81 %  | 42363       | 55,21 %  |
| в том числе латгальцы |             |          | 1168        | 1,52 %   |
| русские               | 49316       | 43,08 %  | 23691       | 30,88 %  |
| украинцы              | 8611        | 7,52 %   | 3616        | 4,71 %   |
| белорусы              | 5668        | 4,95 %   | 2521        | 3,29 %   |
| литовцы               | 2663        | 2,33 %   | 2238        | 2,92 %   |
| поляки                | 1298        | 1,13 %   | 776         | 1,01 %   |
| армяне                |             |          | 336         | 0,44 %   |
| немцы                 | 198         | 0,17 %   | 157         | 0,20 %   |
| евреи                 | 390         | 0,34 %   | 122         | 0,16 %   |
| молдаване             |             |          | 102         | 0,13 %   |
| татары                | 281         | 0,25 %   | 89          | 0,12 %   |
| цыгане                | 30          | 0,03 %   | 86          | 0,11 %   |
|                       |             |          |             |          |
| ливы                  |             |          | 6           | 0,01 %   |
| другие                | 1599        | 1,40 %   | 628         | 0,82 %   |

## География
Лиепая расположена на побережье Балтийского моря на юго-западе Латвии и является самым западным городом в стране. Площадь города составляет около 6037 гектаров.
Город находится между Балтийским морем и Лиепайским озером, жилые и промышленные районы располагаются также к северу от озера. Торговый канал (латыш. Tirdzniecības kanāls) соединяет озеро с морем, разделяя город на южную и северную части:
- южная часть — Старый город (латыш. Vecliepāja) является историческим, административным и культурным центром;
- северная часть — Новый город (латыш. Jaunliepāja) является промышленным районом и достигает Тосмарского канала (латыш. Tosmares kanāls). Тосмаре — это индустриальный микрорайон, который назван в честь Тосмарского озера (озеро Тосмарес), ограничивающего северную часть города с востока.
- микрорайон Кароста (военный городок) является самым северным жилым районом города.

### Районы города
- Вецлиепая (Старая Лиепая)
- Яунлиепая (Новая Лиепая)
- Северное предместье («Лаума»)
- Кароста (с латыш. — «Военный порт», см. Порт Александра III)
- Тосмаре
- Заля Бирзе (с латыш. — «Зелёная Роща»)
- Яуна Пасауле (с латыш. — «Новый Мир»)
- Юго-западный район
- Эзеркрастс (с латыш. — «Берег озера»)

### Климат
Лиепая расположена в зоне с умеренным морским климатом. Главный фактор, оказывающий влияние на погоду — близость незамерзающего моря, вызывающая мягкую зиму и тёплое лето.

| Средние температуры: - февраля −3,1 °C - июля +16,7 °C | Характерные направления ветров: - зимой: южный - летом: западный |

Море прогревается только в начале августа, что определяет курортный сезон с августа по сентябрь (обычно жаркий или тёплый):

| - Абсолютный минимум температуры −33 °C - Абсолютный максимум температуры +37 °C (2014 г.) | - Солнечных дней в году: 196 - Средняя скорость ветра: 5,8 метров в секунду |

- Среднегодовая норма осадков (в основном дождя): 690 мм (снежный покров на протяжении зимы около 10—15 см, может стаять несколько раз) — до февраля бывала зеленеющая трава, а в марте морозы (март мало отличается от зимних месяцев).

| Показатель                    | Янв.  | Фев.  | Март  | Апр. | Май  | Июнь | Июль | Авг. | Сен. | Окт. | Нояб. | Дек.  | Год   |
| ----------------------------- | ----- | ----- | ----- | ---- | ---- | ---- | ---- | ---- | ---- | ---- | ----- | ----- | ----- |
| Абсолютный максимум, °C       | 9,2   | 13,5  | 13,6  | 25,5 | 30,8 | 33,5 | 34,5 | 37,8 | 28,8 | 23,2 | 12,6  | 8,5   | 37,8  |
| Средний суточный максимум, °C | 1,8   | 1,5   | 3,8   | 9,6  | 15,7 | 20,8 | 23,6 | 22,6 | 16,9 | 12,3 | 6,2   | 2,7   | 11,1  |
| Средняя температура, °C       | −3    | −3    | −0,2  | 4,6  | 10,3 | 14,3 | 16,7 | 16,4 | 12,9 | 8,5  | 3,7   | −0,3  | 6,7   |
| Средний суточный минимум, °C  | −5,7  | −5,8  | −3    | 1,6  | 6,4  | 10,7 | 13,2 | 13,1 | 9,8  | 5,9  | 1,4   | −2,8  | 3,7   |
| Абсолютный минимум, °C        | −33,5 | −28,7 | −16,3 | −2,8 | 0,4  | 4,3  | 8,5  | 7,6  | 1,4  | −6,2 | −10,5 | −24,3 | −33,5 |
| Норма осадков, мм             | 46    | 31    | 36    | 35   | 40   | 46   | 74   | 80   | 78   | 74   | 83    | 67    | 690   |
| Температура воды, °C          | 0,8   | 0,3   | 1,3   | 5,2  | 10,7 | 17,3 | 21,0 | 23,0 | 14,3 | 10,0 | 5,5   | 5,1   | 8,2   |

## Экономика
Экономика Лиепаи в значительной степени связана с работой порта, который принимает широкий спектр грузов. Самые крупные портовые компании в порту Лиепаи — LM, «Ласкана», Astramar и Terrabalt.
Здесь производится нижнее бельё бренда Lauma. В Лиепае производились: кофе «Liepaja» (производство остановлено в 2024 году), пиво Lāčplēsis и сахар Liepajas Cukurs (завод закрыт в 2009 году).
В 1997 году была создана Лиепайская специальная экономическая зона сроком на 20 лет с целью привлечения инвестиций и развития экономики города. Предприятия зоны пользуются налоговыми льготами. По состоянию на 2007 год, общие инвестиции на предприятиях СЭЗ оценивались в 88,97 миллиона латов (около 15 % инвестиций в Лиепае за 10 лет). Было создано более 1000 рабочих мест.
После вступления в Европейский Союз (2004) компании в Лиепае столкнулись с жёсткими европейскими правилами и конкуренцией, в результате часть предприятий были вынуждены остановить производство или были проданы ЕС. Так, в 2007 году НПЗ был закрыт, а Livu alus и Lauma Бейкер проданы европейским инвесторам.
В этих условиях правительство предоставляет налоговые льготы в целях привлечения иностранных инвестиций и облегчения экономического развития Лиепаи, но рост инвестиций остаётся медленным из-за нехватки квалифицированной рабочей силы.

### Промышленность
- В 1874 году были основаны паровозно-ремонтные мастерские, которые потом стали предприятием по производству гидравлических цилиндров «Лиепайсельмаш» (с 1954 года), ныне (с 1994 года) частная компания Hidrolats[32].
- В 1881 году была построена Газовая фабрика, которая была расширена в 1886 году и работала вплоть до её закрытия в октябре 1964 года. Ёмкости для хранения газа были снесены в 1993 году[33] (латыш.). Сейчас обеспечение природным газом обеспечивает предприятие АО Latvijas Gāze.
- «Красный Металлург» (с 1899 года), позднее Liepājas Metalurgs («Лиепайский металлург») — с 2016 года не работает.
- В 1933 году была построена Лиепайская сахарная фабрика[латыш.]. Во время Второй мировой войны её оборудование было вывезено, но после войны предприятие было восстановлено и действовало до 2009 года.

В 1945—1990 годах при советской власти в Лиепае было создано большое количество промышленных предприятий, в том числе:
| - Лиепайский машиностроительный завод — не работает - Судоремонтный завод «Тосмаре», позднее 29-й судоремонтный завод (СРЗ-29) - Лиепайская база Океанрыбфлота (с 1964 года) — не работает - Рыболовецкий колхоз «Большевик» (с 1949 года), в настоящее время предприятие «Курса» - Колясочная фабрика «Лиепая» — не работает - Комбикормовый завод — не работает - Спичечная фабрика «Балтика» (с 1957 года) — не работает - Лиепайский 5-й завод железобетонных конструкций — не работает | - Маслоэкстракционный завод — не работает - СУ-426 треста Балтморгидрострой, позднее BMGS — не работает - Галантерейный комбинат «Лаума» (с 1972 года), ныне «Lauma Fabrics». - Мясокомбинат / Курземская крупнейшая мясная фабрика — не работает - Линолеумный завод — не работает - Обувная фабрика — не работает |

После распада централизованной плановой экономики СССР лишь небольшое число этих предприятий продолжают работать. В десятке крупнейших предприятие — текстильная компания «Lauma Fabrics», занимающаяся производством женского белья.
В конце XX — в начале XXI века в Лиепае были открыты:
- крупнейшая ветровая электростанция в Латвии (33 ветровых турбины компании Enercon).
- Компания «iCotton» — переработчик хлопка.
- Производитель распределительных щитов «AE Partner».
- Заводы по производству металлоконструкций «Jensen Metal» и «RK Metals».
- Завод по производству пружин «Lesjofors Springs».
- Завод по производству стеклопакетов и металлоконструкций «Aile».
- Завод по производству асфальтобетона «CTB».

По данным регистра предприятий Латвии от 2020 года в число крупнейших предприятий Лиепаи входят:
- AE Partner — производство электрораспределительной и контрольной аппаратуры[37]
- Lauma Fabrics — производство трикотажных и вязаных тканей
- Baltreids — промышленный лов рыбы[38]
- Aile Grupa — производство строительных пластиковых изделий[39]
- Caljan — производство подъёмного и транспортировочного оборудования[40]
- UPB — индустриальное строительство[41]
- iCotton — крупнейший производитель влажных салфеток и товаров личной гигиены в странах ЕС и СНГ[42].

## Транспорт
В городе расположены вокзал и автостанция, имеется аэропорт — заключён договор его аренды с AirBaltic (как запасной для Рижского аэропорта).
До 2009 года существовала железнодорожная линия Лиепая — Вентспилс (ныне разобрана).
Лиепайский порт состоит из трёх основных частей. Зимняя гавань расположена в торговом канале и служит стоянкой для небольших местных рыболовных судов, а также для средних грузовых судов. К северу от торгового канала находится основной район порта, отделённый от открытого моря молом. Эта часть порта может принимать большие корабли и паромы. Далее к северу находится Тосмарская гавань (или Тосмарский канал), которая ранее была военным портом, но в настоящее время используется для ремонта судов и других коммерческих целей.

Пароход «Польша» отправляется из Лиепайского порта в трансатлантический рейс на Нью-Йорк

Большой порт Лиепаи является крупным перевалочным пунктом, здесь перегружаются нефтепродукты, металлы, лесные грузы, контейнеры, уголь, руда, химические грузы, металлолом. Лиепайский порт открыт для захода судов круглый год. В Лаумовской части порта расположен Морской пассажирский терминал для приёма паромов.
Русское Восточно-Азиатское общество в Либаве (1899—1918 годы) было основано в Санкт-Петербурге. Общество владело целой флотилией современных пароходов, которые регулярно курсировали на пассажирских линиях, возили грузы и морскую почту. После революции компания продала флот «Балтийско-Американской линии» (англ. Baltic American Line) под управлением английской фирмы Cunard Line. В 1900 году общество открыло регулярное пассажирское сообщение на трансатлантической линии. Балтийско / Русско-Американская линия обслуживала маршруты:
- 1906—1915 годы: Либава — Роттердам — Нью-Йорк (иногда с заходом в Копенгаген и Галифакс (Новая Шотландия))
- 1912—1914 годы: Либава — Роттердам — Галифакс (Новая Шотландия) — Нью-Йорк (иногда с заходом в Копенгаген)

Аэропорт Лиепая — региональный международный аэропорт на западе Латвии, один из трёх международных аэропортов в стране. Он расположен за пределами города, к северу от Лиепайского озера в посёлке Цимдиниеки. Аэропорт способен принимать среднемагистральные самолеты: Boeing-737, Airbus-320 и другие, но в настоящее время регулярные рейсы не выполняются. Отсутствие регулярных рейсов, опытный персонал и полный комплект современного оборудования создали идеальные условия для обучения будущих пилотов. С 2018 года в аэропорту действует школа airBaltic Pilotu akadēmija для подготовки пилотов.

### Общественный транспорт

Лиепайский трамвай (основан в 1899 году)

Городской общественный транспорт представлен преимущественно автобусом и трамваем. С 2012 года существует 31 автобусный маршрут и одна двухпутная трамвайная линия протяжённостью 12,9 км, проходящая через некоторые районы города с северо-востока на юго-запад.
Лиепайский трамвай, функционирующий с 1899 года, является старейшим электрическим трамваем в странах Балтии. На сегодняшний день действует один маршрут, соединяющий районы Эзеркрастс-2, Юго-Западный район, центр, железнодорожный и автобусный вокзалы и завод «Лиепаяс Металургс». Рассматривается возможность создания второго маршрута.
Лиепайский автобус ведёт свою историю с 1926 года.
Модели городских автобусов:
- Solaris Urbino 12 (43 машины). Выпускаются на маршруты: 1, 1A, 2, 3, 4, 4A, 6, 6A, 7, 8, 9, 9A, 10, 10A, 11, 11A, 12, 12A, 12B, 904, 912, 912A, 912B;
- Volvo 8700LE (8 машин). Выпускаются на маршруты: 1S, 2, 2S, 4S, 8, 12, 12A, 12B;
- Mercedes-Benz Sprinter 513CDI (14 машин). Выпускаются на маршруты: 22, 22S, 23, 25.

На данный момент действуют 15 маршрутов:

| 1: Улица Лауку — Улица Генерала Баложа 1А: Улица Генерала Баложа — Улица Мирдзы Кемпе 1S: Центральная Больница — 15 Средняя школа 2: Улица Мирдзы Кемпе — Аэропорт Лиепая 2S: Улица Мирдзы Кемпе — 15 Средняя школа 3: Улица Генерала Баложа — Улица Мирдзы Кемпе 4: Бульвар Атмодас — Улица Мирдзы Кемпе 4А: Бульвар Атмодас — Петертыргус (Центральный Рынок) 4S: Центральная Больница — Площадь Роз (Гостиница Лива) 6: Центральная Больница — Улица Мирдзы Кемпе 6А: Центральная Больница — Улица Капседес 7: Бульвар Атмодас — Петертыргус (Центральный Рынок) 8: Шкеде — Площадь Роз (Гостиница Лива) 9: Центральная Больница — Улица Мирдзы Кемпе 9А: Улица Капседес — Улица Мирдзы Кемпе | 10: Мост Оскара Калпака — Улица Мирдзы Кемпе 10А: Мост Оскара Калпака — Южное Кладбище 11: Мост Оскара Калпака — Улица Клайпедас 11А: Южное Кладбище — Мост Оскара Калпака 12: Улица Генерала Баложа — Центральная Больница 12А: Улица Генерала Баложа — Граница Города 12B: Улица Генерала Баложа — Улица Капседес 22: Бульвар Атмодас — Петертыргус (Центральный Рынок) 22S: Бульвар Атмодас — 15 Средняя школа 23: Мост Оскара Калпака — Петертыргус (Центральный Рынок) 25: Улица Клайпедас — Бульвар Атмодас 904: А. С. Гробиня — Петертыргус (Центральный Рынок) 912: Петертыргус (Центральный Рынок) — Гробиня 912А: Петертыргус (Центральный Рынок) — Ильги 912B: Петертыргус (Центральный Рынок) — Аэропорт Лиепая — Гробиня |

Для снижения загруженности центра города транзитным транспортом реконструированы улицы Ганибу и Зирню.
Лиепайское маршрутное такси — представлено частными фирмами.

### Трассы через Лиепаю
Город является главным транспортным узлом между западом и востоком. Через Лиепаю проходят главные региональные автодороги — Рижское и Клайпедское шоссе. Две основные автомагистрали (A9 и A11) соединяют город и порт с остальной частью страны. A9 ведёт на северо-запад к Риге, а A11 идёт к югу от границы с Литвой к её единственному порту Клайпеде и к городу Паланга.

| Главные автодороги: - A9 Лиепая — Рига (198,4 км) - A11 Лиепая — литовская граница (Руцава) (53,4 км) | Региональные автодороги: - P111 Лиепая — Вентспилс - P112 Лиепая — Кулдига |

## Связь
Имеются четыре телефонные станции Lattelecom и башня центрального телевидения, которая передаёт четыре национальных телевизионных канала, два местных телеканала — Дзинтаре ТВ и ТВ Курземе, а также 22 радиостанции. Город подключен к глобальной сети Интернет по трём оптическим линиям, принадлежащим Lattelecom, TeliaSonera International Carrier и Latvenergo, а также радиорелейной линии, принадлежащей LVRTC. Существуют местные операторы кабельного телевидения с общим количеством около 15 000 абонентов и три местных провайдера. Город также имеет своё собственное общественное радио и общегородскую беспроводную систему видеонаблюдения. С 2010 года работают цифровое телевидение, мобильное телевидение и сети широкополосного беспроводного доступа. Все четыре латвийских оператора мобильной связи имеют стабильные зоны охвата (GSM 900/1800, UMTS 2100 CDMA450) и центры обслуживания клиентов в Лиепае. В городе также есть 14 почтовых отделений, а также службы DHL, UPS и DPD.

#### Радио
В городе работает 23 радиостанции в диапазоне FM

| - EHR Русские Хиты — 87,7 FM - Kurzemes Radio — 88,4 FM - Radio Tev — 88,9 FM - Star FM — 91,0 FM - Retro FM — 92,3 FM - SWH Plus — 92,9 FM - 1.Biznesa Radio — 93,5 FM - Capital FM — 94,6 FM - EHR SuperHits — 95,2 FM - SWH Rock — 95,6 FM - EHR — 96,1 FM - Radio Marija — 97,1 FM | - Skonto Kurzeme — 97,5 FM - Latvijas Radio 4 — 97,9 FM - Latvijas Kristigais Radio — 100,6 FM - Latvijas Radio 2 — 101,0 FM - Pieci.lv — 102,1 FM - Latvijas Radio 3 — 104,6 FM - SWH — 105,1 FM - Rietumu Radio — 105,8 FM - Latvijas Radio 1 — 107,1 FM - TOP Radio — 107,6 FM - Prosto Radio — 108,0 FM |

## Туризм
Побережье Лиепаи состоит из непрерывной линии песчаных пляжей и дюн, как и большая часть побережья Прибалтики. Уже во второй половине XIX века Либава являлась курортом, однако к началу XX века её значение уменьшилось. Если в 1871—1884 годах число приезжавших на купанье составляло 1500—2000 человек, то к началу XX века оно едва достигало 500. В советское время в Лиепае был построен санаторий. В настоящее время пляжи Лиепаи используются не так активно, как в других местах (например, в Риге и Юрмале).

## Культура
В Лиепае действует драматический театр, кинотеатр «Балле», кукольный театр в доме латышского общества.
В театрах Лиепаи проходят спектакли международного театрального фестиваля «Золотая маска». Ежегодно проводится музыкальный фестиваль «Лиепайское лето».
Лиепайский симфонический оркестр выступает круглогодично в помещениях Дома латышского общества и в концертном зале «Променад». В летний период симфонический оркестр устраивает концерты в помещениях лиепайских храмов.
В церкви Святой Троицы ежегодно проходит фестиваль органной музыки, солисты концертов фестиваля съезжаются со всей Латвии и из других стран, а также регулярно проходят органные концерты.
Музеи: городской музей, музей «Дом ремесленников», музей завода «Металлург», музей советской и немецкой оккупации, музей еврейской общины, а также археологическая экспозиция постоялого двора с подземным ходом.
В районе Кароста действует музей гарнизонной гауптвахты — единственная в Европе бывшая военная тюрьма, открытая для туристов. Здесь посетителям, кроме экскурсий, предлагается испытать на себе всё, что испытывали заключённые нескольких режимов правления и даже поучаствовать в игре «Бегство из СССР». В 2009 году Каросту посетила международная команда охотников за привидениями Ghost Hunters International, и после проведения исследований они поместили её в мировой топ по «плотности заселённости привидениями». В 2011 году Кароста по версии телекомпании CNN вошла в десятку самых необычных мест планеты, при отборе среди туристических объектов 80 стран мира.
Работают художественные галереи «Променад» и в центре «Баата», художественная галерея при «Доме ремесленников».
Охраняются государством сохранившиеся средневековые здания, самые известные среди них — «Дом Карла XII», «Дом Петра I», складской комплекс амбаров XVI века на улице Яна.
В парке на спортивной арене проводятся ежегодные праздники песни, на городской летней эстраде «Пут вейини» (латыш. Pūt vējiņi) устраиваются концерты. В парке в летний период работает Луна-парк, на набережной канала работает цирк-шапито.
Рок-певцы выступали на площадке «Рок-кафе» («Рок-кафе» прекратило свою работу в 2013 году) рядом с аллеей звёзд, камерные концерты современной песни проходят в ресторане Barons Bumbiers.

## Память, отражение в культуре и искусстве
В 1960 году был установлен памятник защитникам Лиепаи. В 1977 году город Лиепая награждён орденом Октябрьской революции

| - х/ф «Армия трясогузки» (СССР, 1964) - д/ф «Огненный Город» (СССР, 1966) - х/ф «Тройная проверка» (СССР, 1969) - х/ф «Красная площадь» (СССР, 1970) - х/ф «Город под липами» (СССР, 1971) - х/ф «Хождение по мукам» (СССР, 1974) - х/ф «Стрелы Робин Гуда» (СССР, 1975) | - х/ф «Солдат и слон» (СССР, 1977) - х/ф «Руки вверх» (СССР, 1981) - х/ф «Инспектор ГАИ» (СССР, 1982) - х/ф «Где-то плачет иволга» (СССР, 1982) - х/ф «Моонзунд» (СССР, 1987) - х/ф «Руанская дева по прозвищу Пышка» (СССР, 1989) - х/ф «Туфля» (Латвия, 1998) |

## Архитектура
Лиепая богата различными стилями архитектуры: деревянными домами, дореволюционными зданиями эпохи Российской империи, а также зданиями югендстиля. В ходе Великой Отечественной войны многие здания были разрушены, но после войны город был отстроен. Бо́льшая часть достопримечательностей Лиепаи находится в центре и северной части города, где улочки до сих пор выложены булыжником и где чувствуется средневековый возраст этого города.

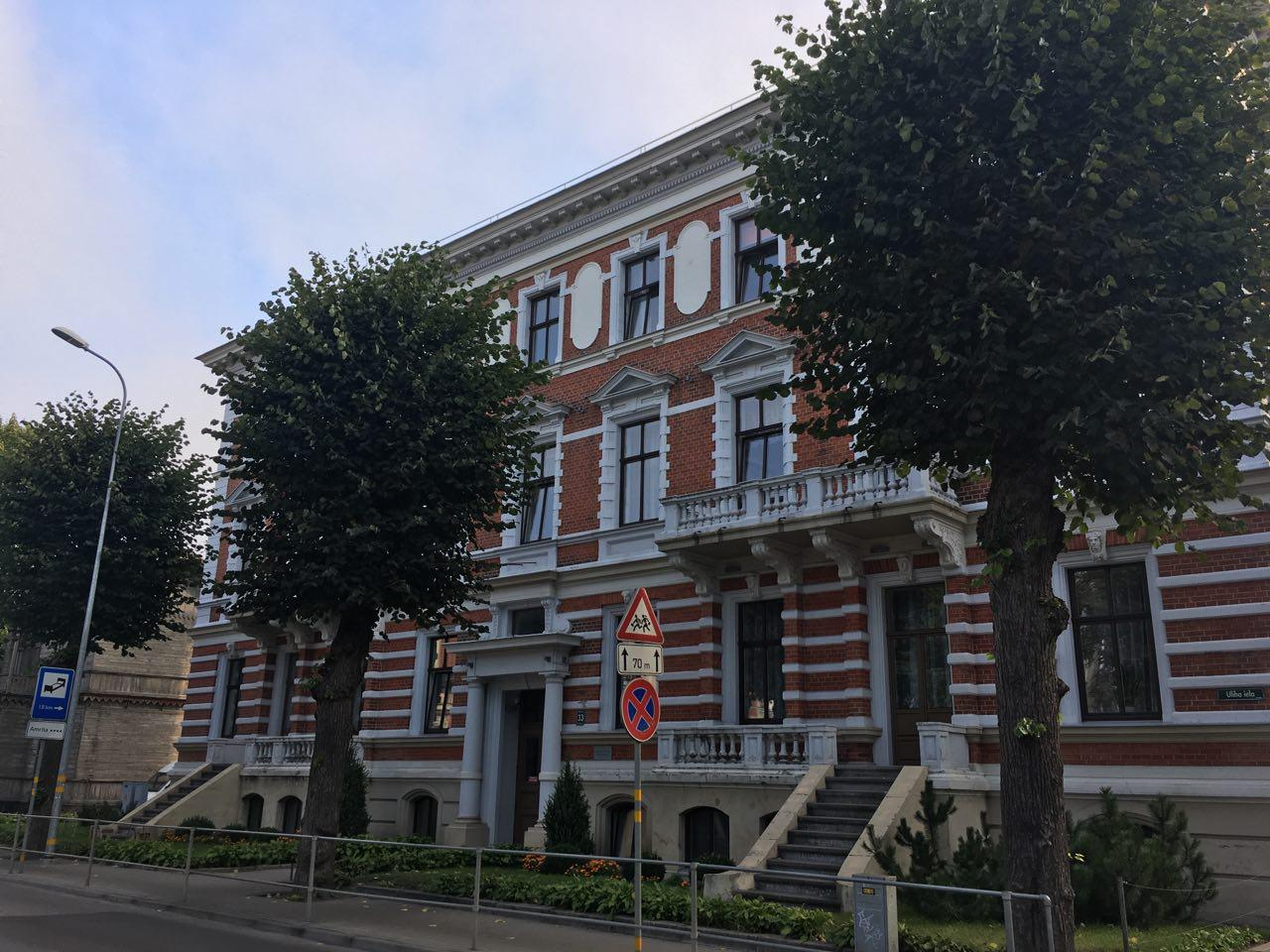
Дом в стиле эклектики
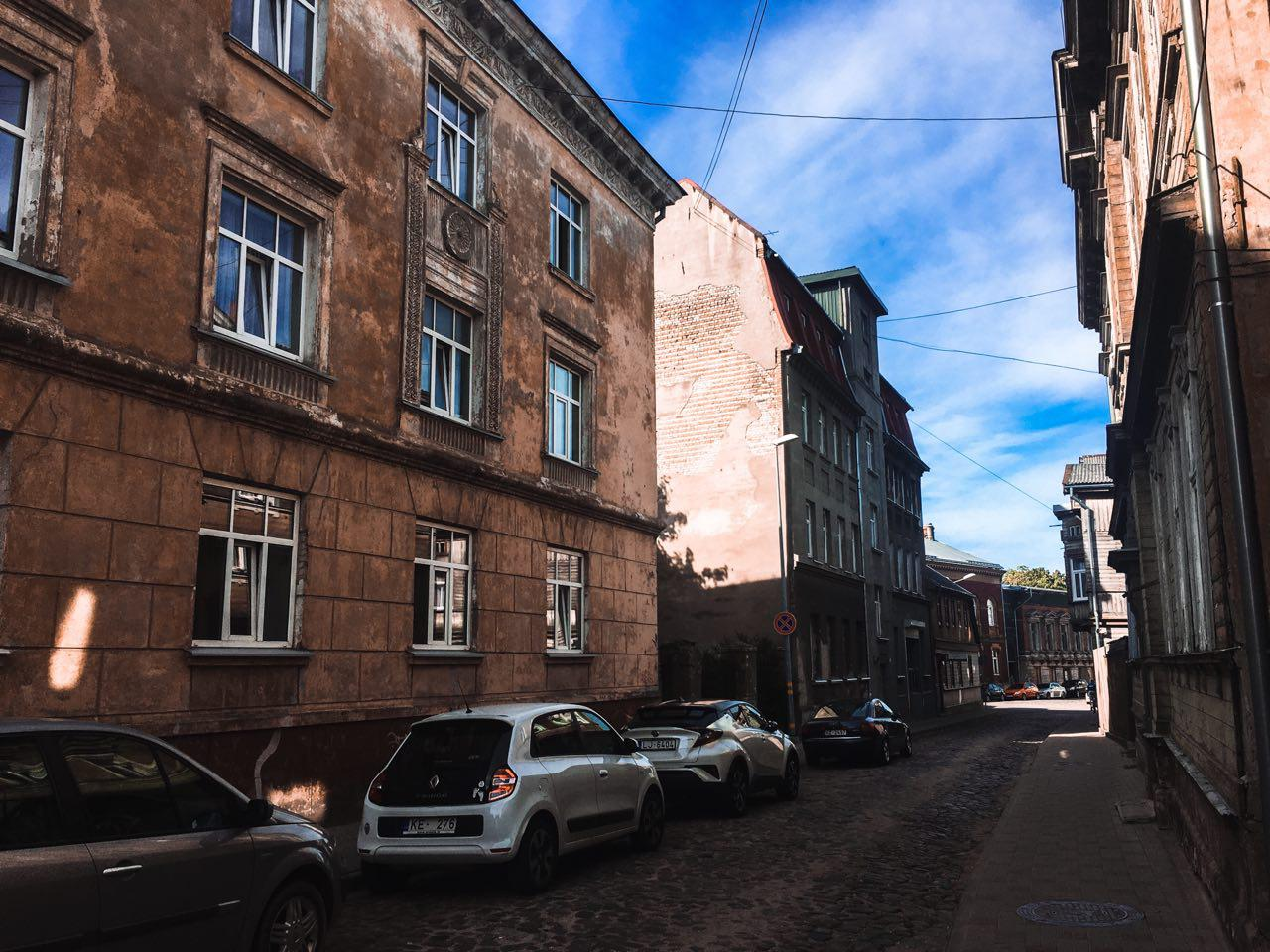
Одна из улиц города с домами в югендстиле
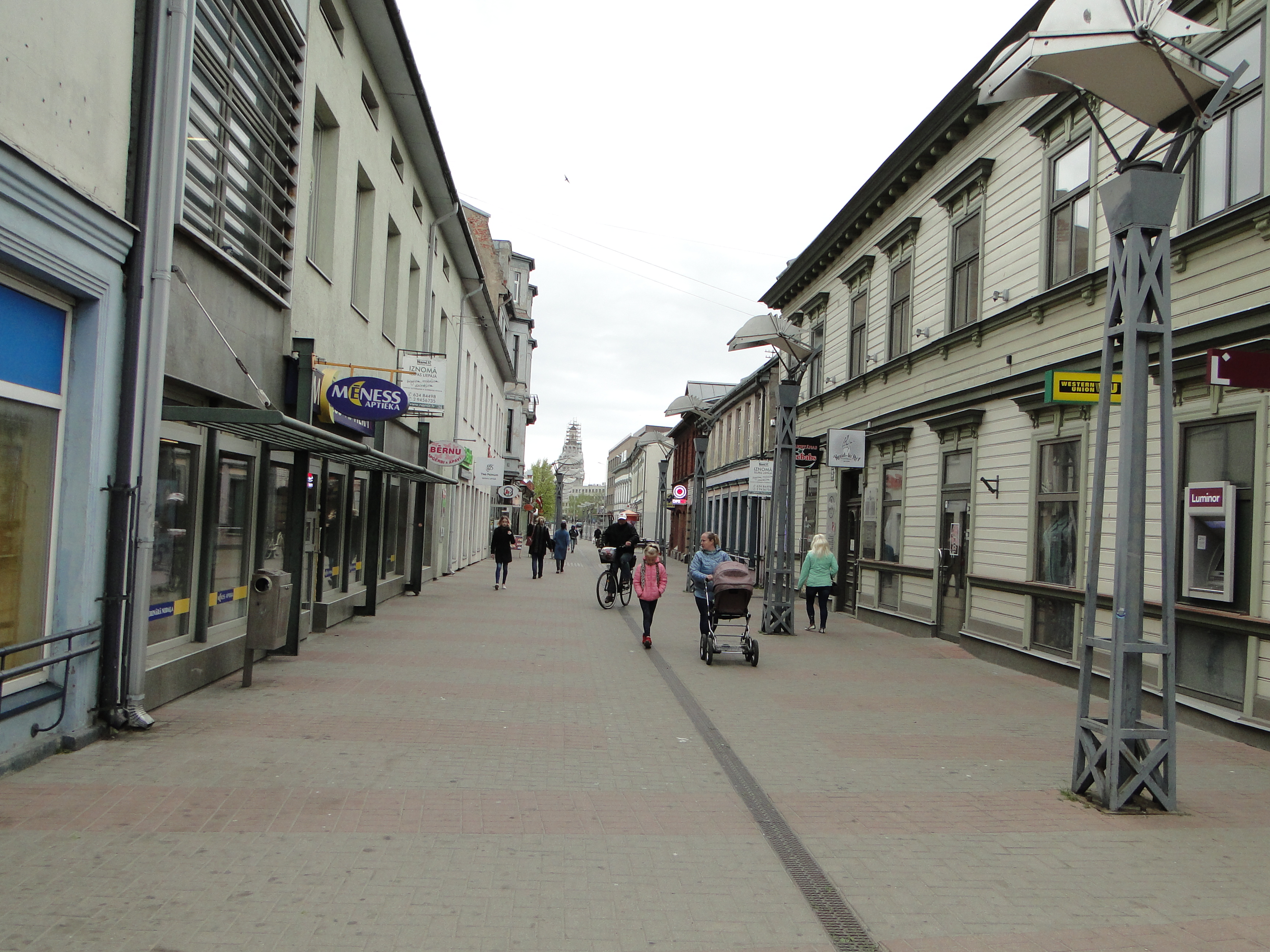
Пешеходная улица в старом городе
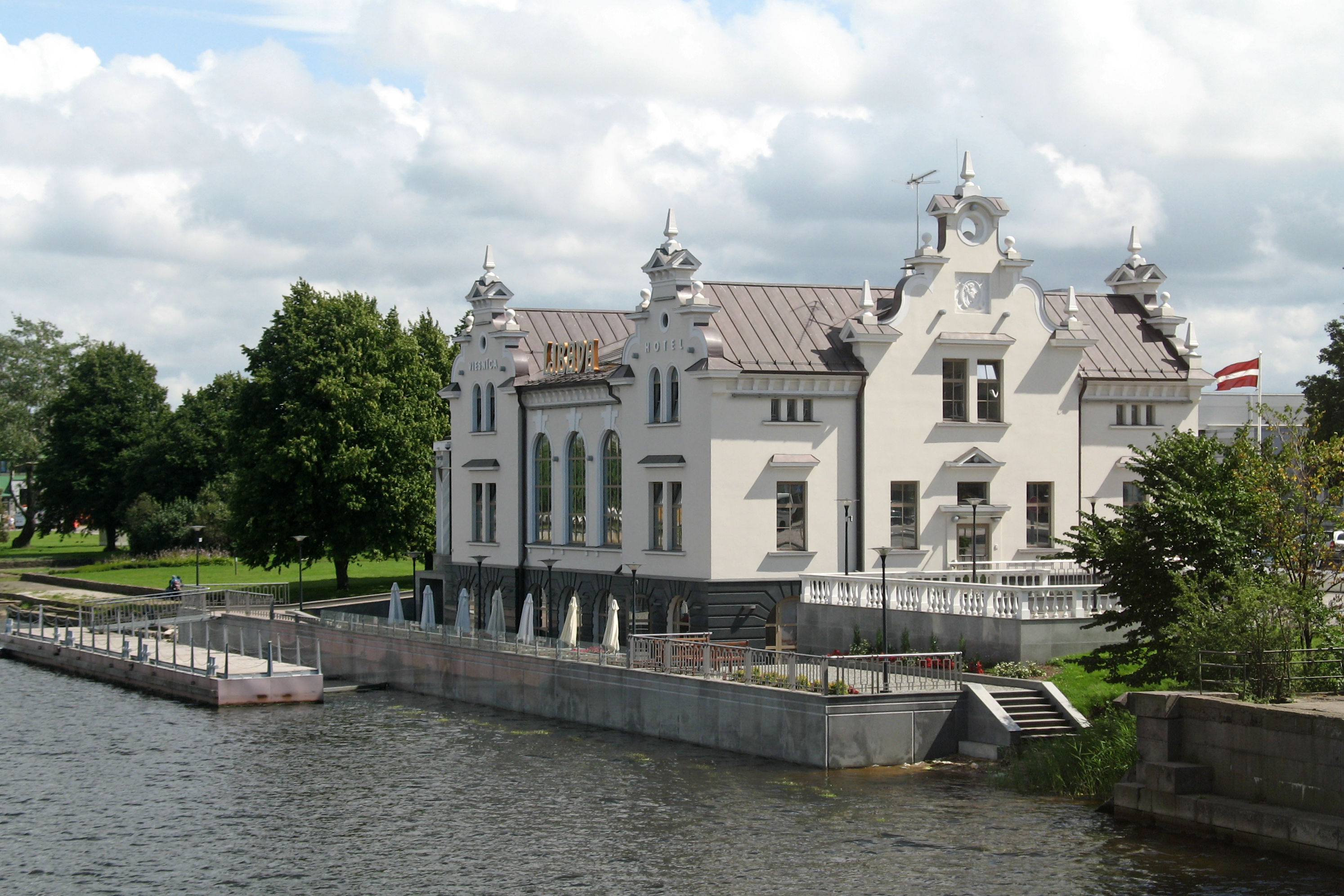
Отель «Libava»

## Памятники и мемориалы

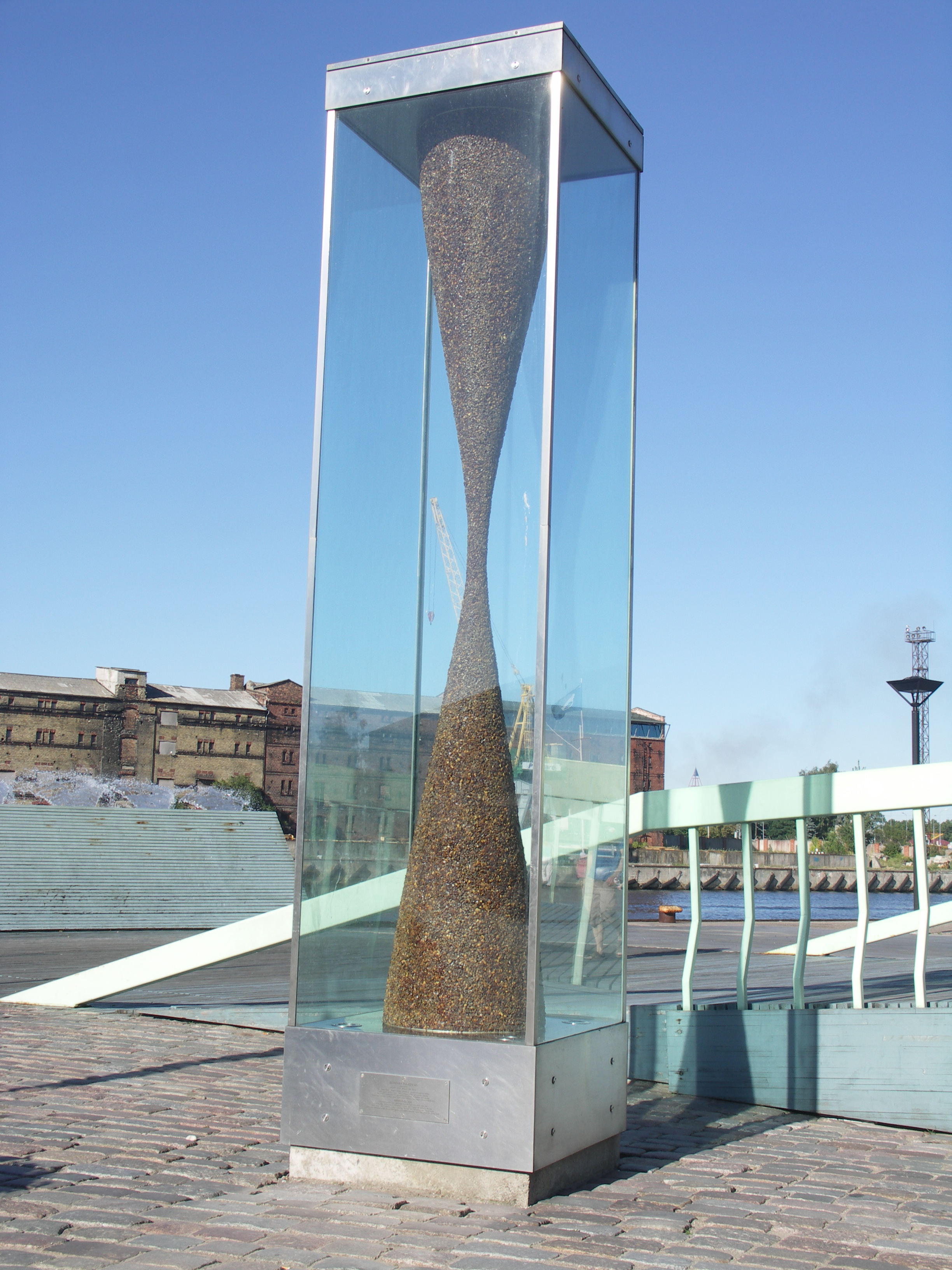
Песочные часы из янтаря

- Памятник морякам и рыбакам, погибшим в море (1977 год; архитектор Гунар Асарис, скульптор Альберт Терпиловский)[46].
- Памятник защитникам Лиепаи в 1941 году
- Памятник борцам за свободу в 1919 году
- Памятник поэтессе М. Я. Кемпе (1989 год; архитектор Ингуна Рибена, скульптор Лигита Улмане-Франкевича)[46].
- Памятник Эвальду Римбениексу (2008 год)
- Мемориальная стена в Зелёной роще
- Памятник генералу Н. А. Дедаеву
- Статуя Гермеса
- Янтарные часы
- Аллея славы латвийских музыкантов (2006 год)
- Мемориал памяти убитых евреев
- Мемориальная доска жертвам русско-японской войны 1904—1905 годов

### Демонтированные памятники
- Памятник Иманту Судмалису (1978 год; ныне частично демонтирован и перемещён)
- Памятник В. И. Ленину (установлен 24 апреля 1970 года, демонтирован 23 августа 1991 года)
- Памятник подполковнику Н. Г. Степаняну (перемещён в Калининград)
- Памятник 11 морякам советской подводной лодки Л-3 (перемещён в Москву)
- Памятник морякам-подводникам Балтийского флота (частично демонтирован)
- Памятник 6-му пехотному Либавскому Принца Фридриха-Леопольда Прусского полку

### Известные здания и городские территории
- Площадь Роз (латыш. Rožu laukums)
- Лебединый пруд («Лебединка»)
- Отель «Либава» (латыш. Libava)
- Улица Грауду, 45 (Jugendstil)
- Улица Грауду, 42 («Кафе Боник»)
- Рынок Петра Великого (Центральный рынок)
- Лиепайский театр
- Здание городского совета (бывший районный суд)
- Ресторан «Старый Капитан»
- Лиепайский университет
- Первое в Латвии «Rock Café» (перестало работать 13 января 2013 года)

### Музеи
- Лиепайский музей
- Музей интерьера XVII—XIX вв. или «Гостевой дом мадам Хойер» (также известный как «Домик Петра I»)
- Музей оккупации Лиепаи
- Музей истории Лиепайского сообщества евреев
- Музей «Лиепаяс Металлургс» (основан в 2007 году)
- Музей «Тюрьма Военного городка / Морская Губа»

### Соборы, храмы, церкви
- Лютеранская церковь Святой Анны (1587 год) — в этом старейшем храме находится третий по величине орган в Латвии и монументальный деревянный алтарь 1697 года — шедевр барокко (6 м в ширину и 10 м в высоту).
- Кафедральный собор Святой Троицы — построен в 1742 году. Собор с церковной башней высотой 55 м. Орган (4 мануала, 131 регистр, более 7 тыс. труб), бывший до 1979 года крупнейшим органом мира с полностью механической игровой трактурой. Потерял этот статус после появления органа Сиднейского оперного театра, содержащего 5 мануалов, 125 регистров и около 10 тыс. труб.
- Католический кафедральный собор Святого Язепа — построен в 1762 году, неороманская базилика с 1894 по 1900 годы. Крупнейший католический собор в Лиепае.
- Церковь Троицы Живоначальной — православный храм (1866 год).
- Свято-Никольский православный морской собор — построен в 1901—1903 годах, в церемонии закладки храма участвовал российский император Николай II.
- Церковь Александра Невского — православный храм (1890 год).
- Церковь Алексия, митрополита Московского — православный храм (1907 год).
- Лиепайская синагога — построена в 1870 году, уничтожена в 1941 году в время немецкой оккупации.

### Достопримечательности
- Дом Петра I — в 1697 году в этом здании, где в то время находилась гостиница мадам Хойер, останавливался русский царь[47]
- Николаевская купальня (ранее называлась «Николаевское купальное заведение с горячими и холодными морскими ваннами»).
- Приморский парк — крупнейший в Прибалтике искусственно созданный дендрологический парк, основанный в XIX веке.
- Либавская Николаевская гимназия — здание построено в конце XIX — начале XX веков, находится по улице К. Валдемара 4. Ныне это Лиепайский технологический институт.
- Лиепайский театр — старейший профессиональный латвийский драматический театр, основанный в 1907 году.
- Лиепайский Северный мол — гидротехническое сооружение — важная составная часть всего комплекса Лиепайской Морской крепости и военного порта. Общая длина мола — 1800 метров, ширина — 7,35 метров.
- Лиепайская водонапорная башня — построена в 1905 году. Она обеспечивала водой всю территорию Военного порта. До наших дней сохранились старые насосы времён строительства башни.
- Дом Офицерского морского дворянского собрания — строился по образцу Санкт-Петербургской архитектурной школы, является образцом русского югендстиля. Уникальное здание не только в Латвии, но и в европейском масштабе. Спроектировано по образцу петербургских архитектурных загородных замков в форме подковы, действовало для офицеров флота. Главный фасад дворца выходит на сторону моря, в южной части — большая терраса с колоннами и балконом.
- Манеж — здание построено в 1903—1904 годах. В рабочие дни помещение использовали матросы для занятий физкультурой и гимнастикой. Хватало места для 4000 человек.
- Станция почтовых голубей — построена в 1896 году для содержания 450 почтовых голубей.
- Мост Оскара Калпака — один из самых старых мостов из металлических конструкций Лиепаи и Латвии, технический памятник. Предположительно, спроектирован по эскизу французского инженера Александра Гюстава Эйфеля.
- Северные форты — часть Лиепайской (Либавской) крепости. Крепость была построена в конце XIX — начале XX века, чтобы защитить Либавскую военно-морскую базу в случае нападения противника.

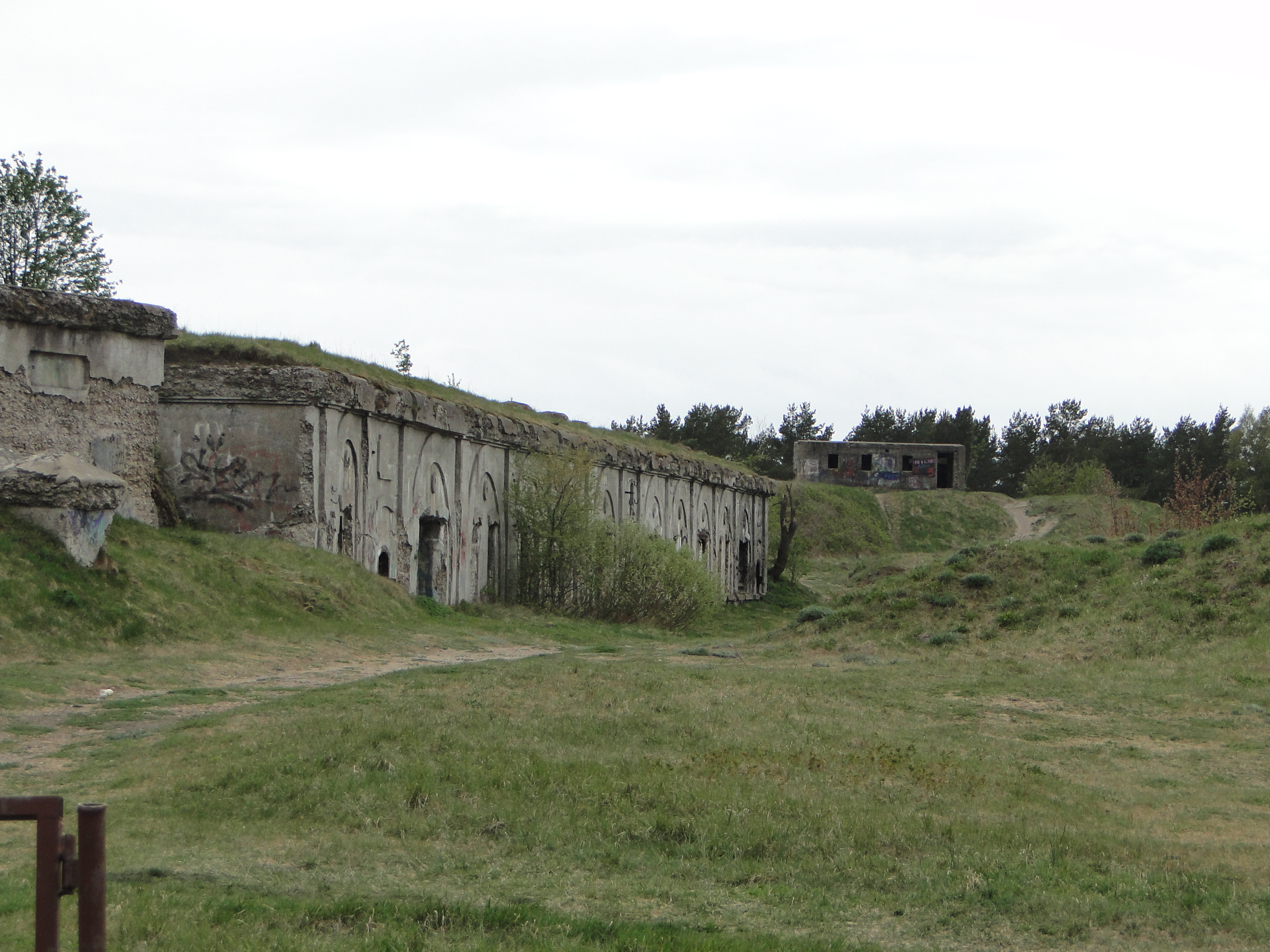
Развалины Северных фортов в Лиепае
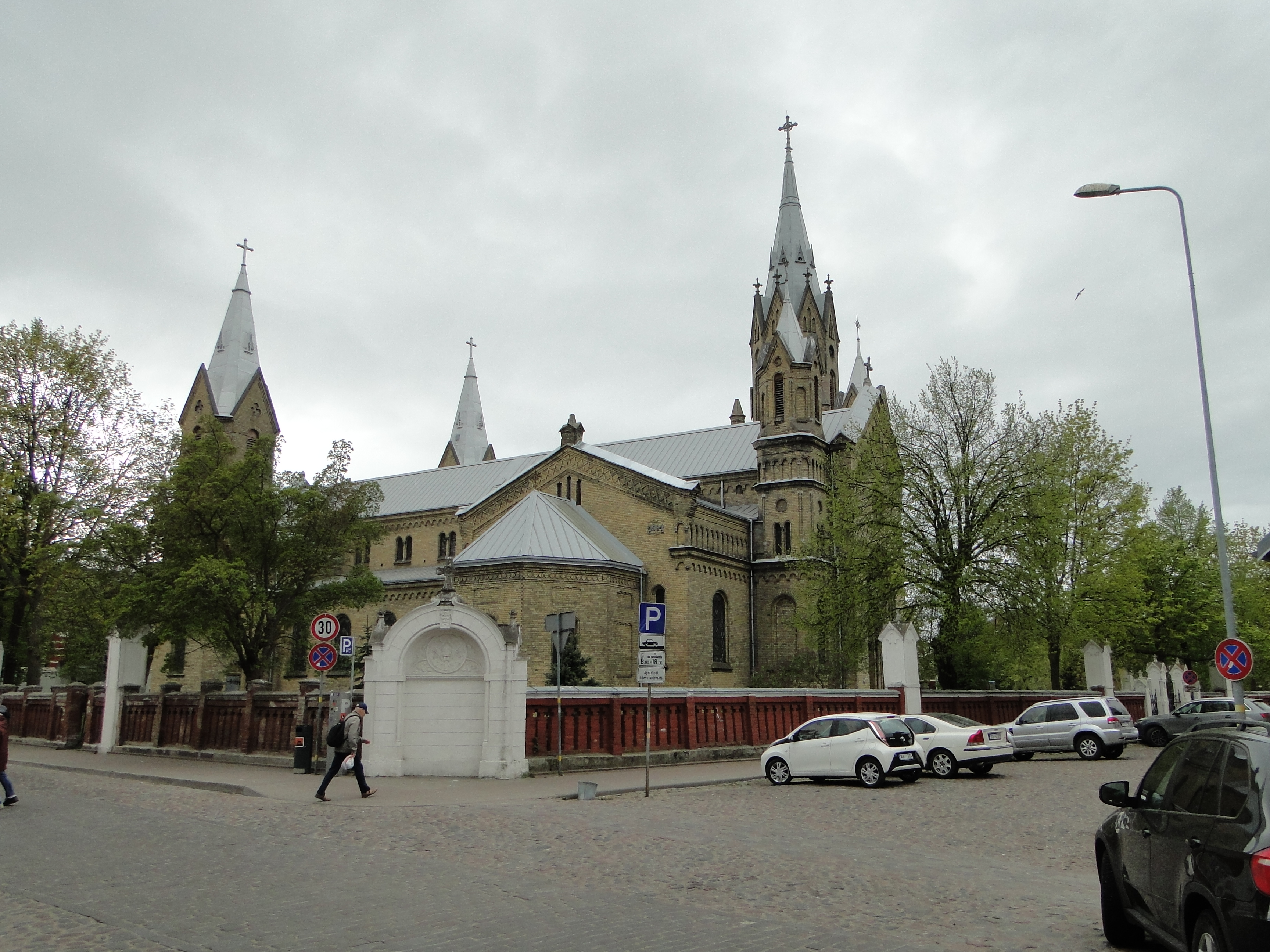
Собор св. Иосифа
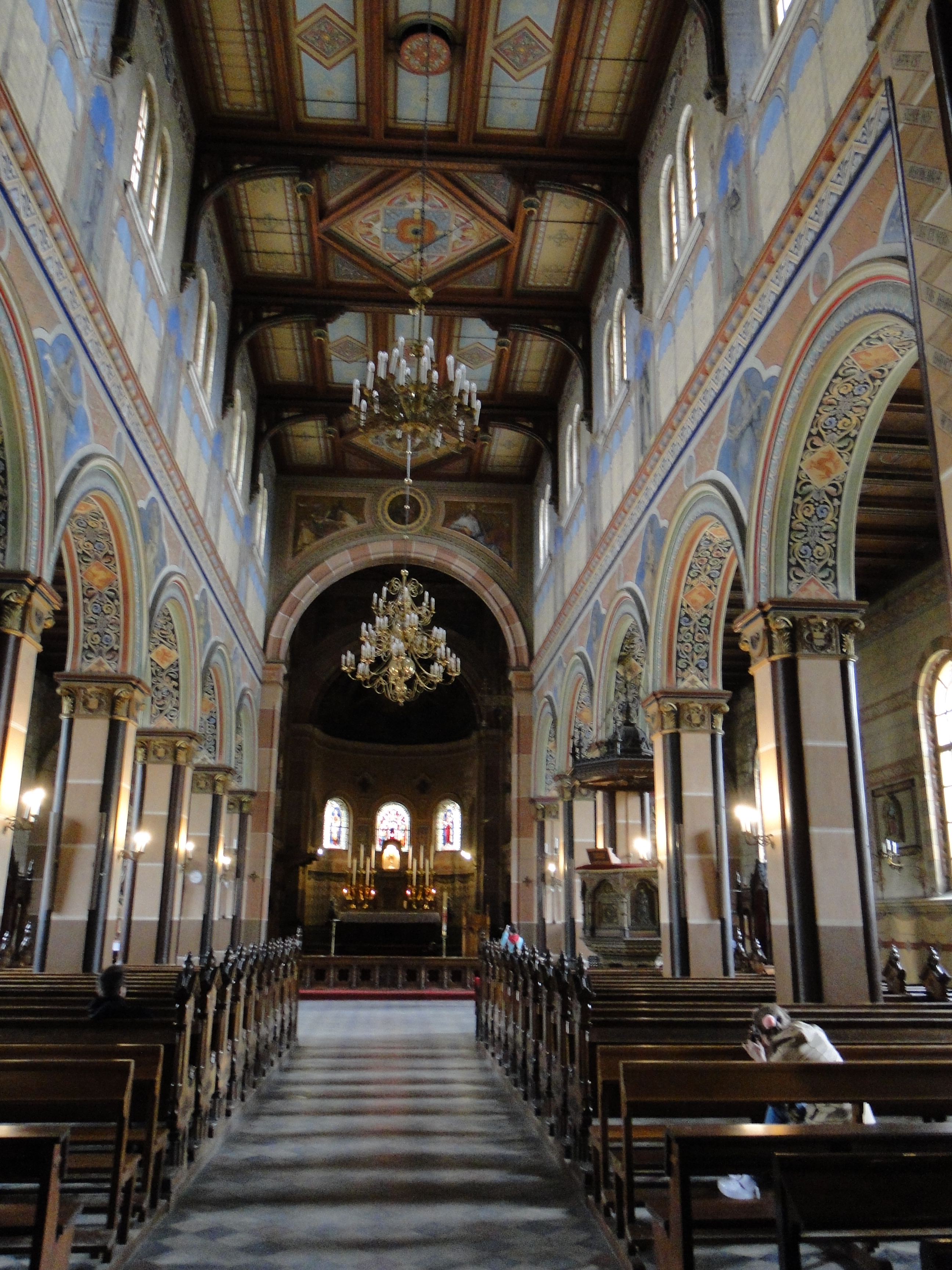
Собор св. Иосифа, внутренний вид
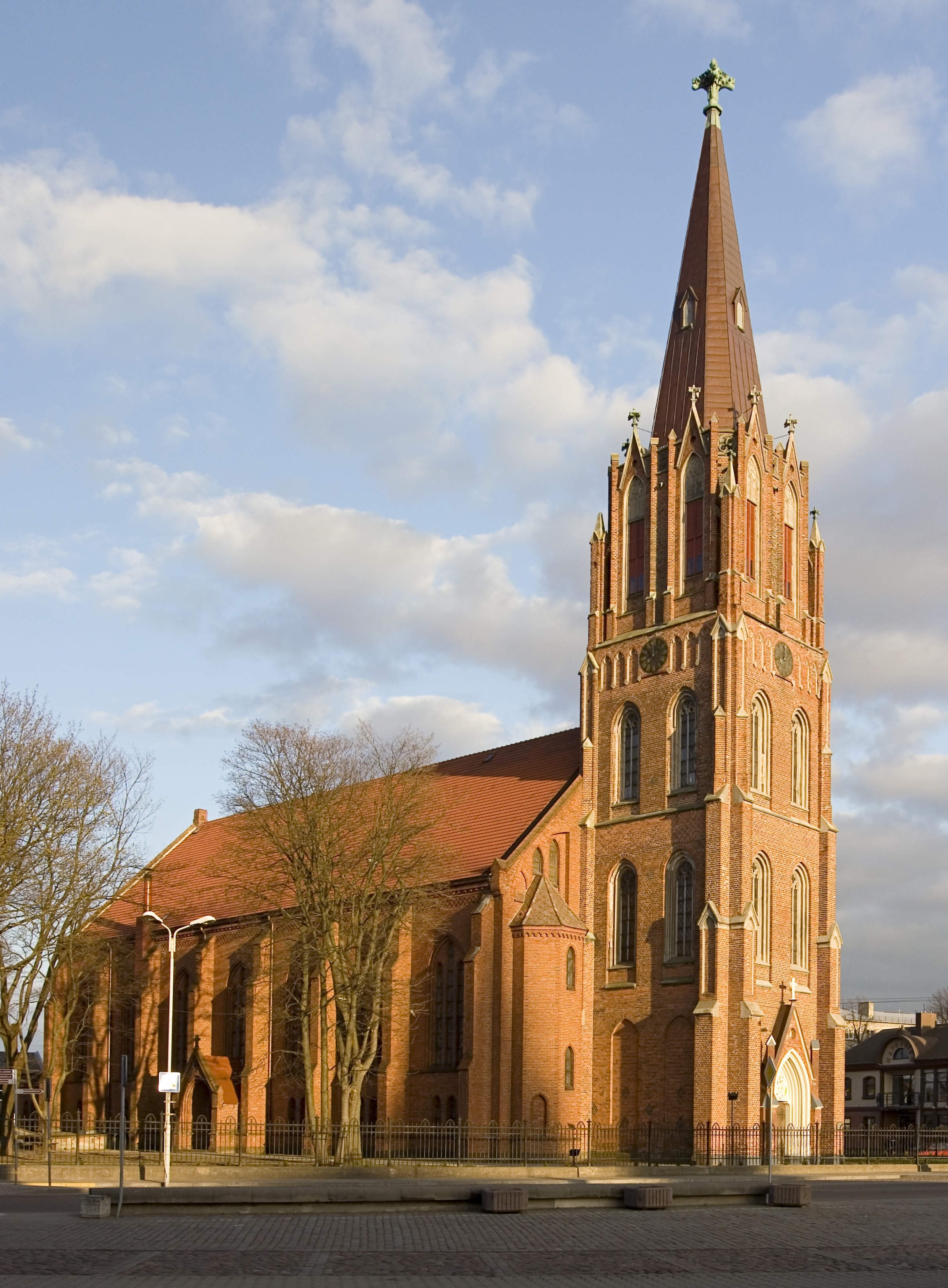
Церковь св. Анны
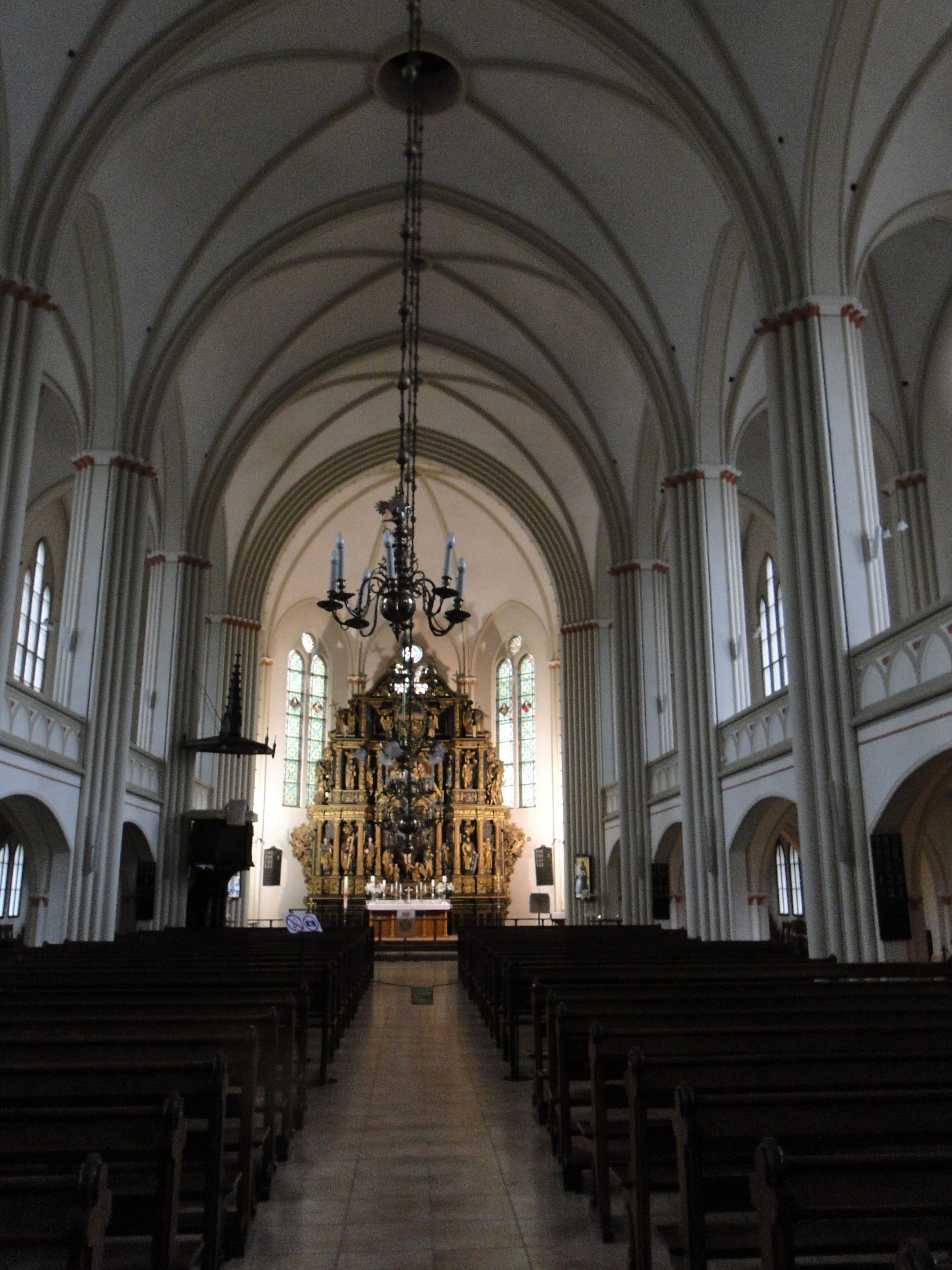
Алтарь в церкви св. Анны
Городская дума и Лиепайская синагога (построена в 1870 г., уничтожена в 1941 г.)

## Физкультура и спорт
Лиепая является центром культуры и спорта, здесь проходят различные спортивные мероприятия: международный шахматный турнир, чемпионат мира по ракетному моделированию, баскетбольный чемпионат Līvu alus, один из этапов международного теннисного турнира Кубок Дэвиса, ежегодное июльское авторалли «Курземе», Лиепайские игры викингов, которые организует Ассоциация богатырей Латвии, международные соревнования по ориентированию (KĀPA) и «спортивные выходные», во время которых каждый житель города может принять участие в соревнованиях по пляжному волейболу, футболу, стритболу, мини-гольфу, флорболу, в велогонках и эстафетах.
В городе три стадиона (стадион «Даугава», стадион «Даугава-2» и стадион «Олимп» с трибунами на более 800 мест), Ледовый дворец, спортивный комплекс «Тосмаре», 15 спортивных залов, Олимпийский комплекс, 4 бассейна, велотрек, теннисные корты, площадка для мини-гольфа, в каждом районе города есть спортивные площадки. На пляже организована площадка для виндсёрфингистов. На тротуары нанесены велосипедные дорожки с разметкой и указателями, действует пункт проката велосипедов.
В городе действуют местные футбольные, баскетбольные, хоккейные и флорбольные команды, которые успешно выступают на национальном уровне в Латвийской высшей лиге, а мужские хоккейные и футбольные команды принимают также участие и в международных соревнованиях.

### Профессиональные клубы
- футбол: Металлург (футбольный клуб, Лиепая) — один из сильнейших клубов премьер-лиги чемпионата Латвии; «СК Металлургс-2» — выступает в Первом дивизионе.
- футбол: Варавиксне (футбольный клуб) — В 1997 году Илмарс Тиде собрал команду «Варавиксне» для участия в чемпионате Лиепаи по футболу. 14 декабря 1999 года была основана общественная организация «Спортивный футбольный клуб „Варавиксне“» под управлением Леонса Новадса.
- хоккей: Металлург (хоккейный клуб, Лиепая) — (латыш. HK Liepājas Metalurgs (Liepāja)), иногда в СМИ упоминается как «Металургс» Лиепая — хоккейный клуб из латвийского города Лиепая. Основан в 1997 году. Выступает в Белорусской экстралиге.
- баскетбол: Лиепая — основан в 1992 году. Ранее команда называлась «Лиепаяс Металургс», «БК Балтика/Кайя», «БК Лиепая» и «Ливу алус/Лиепая», «Лиепаяс лаувас» («Лиепайские львы»). Высшим достижением команды является 2-е (1997 г.) и 3-е (2000 г.) места в чемпионате Латвии.
- баскетбол: «Лиепаяс папирс» — в топ-тройке латвийско-эстонской женской баскетбольной лиги.
- волейбол — в Латвийской национальной волейбольной лиге Лиепаю представляет спортивный клуб «Вега-1».
- регби: «Викинги» (Гробиня), БК «Лиепая/Триобет» (Гробиня) — выступают в чемпионате Латвии по регби. Клуб регби «Викинги» зарегистрирован в августе 2003 года. Целью и задачей клуба является организация досуга детей и подростков с привлечением их к регулярным занятиям физической культурой и спортом.
- флорбол: «Курши» — один из сильнейших клубов чемпионата Латвии среди мужчин, основан в 1997 году. ФК «Курши» выступает во флорбольной Латвийской высшей лиге.

### Соревнования и турниры
- Чемпионат мира Формула Лиепая 2012 по виндсёрфингу в классе «Техно-293», в котором приняли участие 120 виндсёрфингистов из 24 стран.
- Чемпионаты Европы 2012 года по баскетболу среди мужчин в возрастных группах U-16 и U-18, европейское отделение «FIBA Europe» Международной федерации баскетбола. Также проходил Женский чемпионат Европы 2009 года. Женский Европейский турнир U-20 в 2010 году, а также чемпионат мира среди мужчин U-19 в 2011 году.
- Кубок Гагарина — 15 июля 2012 года главный тренер московского «Динамо» Олег Знарок, его помощник Харийc Витолиньш и тренер по физической подготовке Юрий Жданов привезли кубок Гагарина в Лиепаю. Главный трофей КХЛ был выставлен в ледовом холле «Лиепаяс металургс».
- Второй этап чемпионата Европы по ралли-кроссу «Лиепая 2013» FIA European Rally Championship (WRC) «Лиепая 2013» — прошёл с 1 по 3 февраля 2013 года.
- Чемпионат Европы по муай тай среди любителей «Лиепая 2009», в котором участвовали 230 спортсменов из 30 стран. Общее число делегации составило 450 человек. Бои проходили в течение семи дней в Олимпийском центре.
- Латвийская III олимпиада «Лиепая 2012» — 3-я олимпиада по летним видам спорта прошла с 6 по 8 июля 2012 года. В программу были включены 26 олимпийских видов спорта.
- Латвийская Летняя молодёжная Олимпиада 2013 — главный организатор олимпиады — город Вентспилс. Но, как на олимпиадах взрослых, соревнования молодёжи будут проводиться также в Лиепае. Представлены следующие виды спорта: борьба, фехтование, плавание, художественная гимнастика, теннис, волейбол, пляжный волейбол, парусный спорт.
- «Лиепайская рокада» — международный шахматный фестиваль, который ежегодно проводится с 1994 года.

## Образование и наука
У Лиепаи есть широкий образовательный ресурс и давние традиции образования, но большинство образованных молодых людей покидают город из-за отсутствия высоких технологий, перспективных фирм и низкой заработной платы. В городе имеются 21 детский сад, 9 латышских школ и 4 русские школы, 1 вечерняя школа, 2 музыкальные школы и два интерната. Образование по интересам для детей и молодёжи доступно в 8 муниципальных учреждениях: детско-юношеском центре, молодёжном центре, центре юных техников, центре искусства «Vaduguns», комплексной спортивной школе, школе гимнастики, спортивной школе тенниса, спортивном легкоатлетическом клубе — школе «Даугава» а также футбольных, гандбольных и баскетбольных спортивных школах.
Высшее и профессиональное образование в Лиепае:

| - Лиепайский университет - Лиепайский технический университет - Балтийская международная академия (Лиепайский филиал) - Школа бизнеса Turība (Лиепайский филиал) - Рижская академия деятельности (Лиепайский филиал) | - Лиепайская школа прикладного искусства - Лиепайский морской колледж - Лиепайский медицинский колледж - Лиепайский 48-й колледж - Лиепайский 31-й колледж |

Лиепайская центральная библиотека имеет 6 филиалов, а также филиал аудиобиблиотеки. Литературный фонд состоит из около 460 000 изданий, а также имеется онлайн-каталог. Среднегодовое количество посетителей — 25 000 человек.
- Процент постоянного населения с начальным образованием (2001) — 14 %
- Процент постоянного населения со средним образованием (2001) — 40 %
- Процент постоянного населения с высшим образованием (2001) — 9 %

## Бывшие бургомистры / мэры города
| - Иоханн Рупрехт (нем. Johann Ruprecht; в 1631—1638 гг.) — первый бургомистр города | - Карл Готлиб Сигизмунд Улих (1878—1880) - Адольф фон Багехуфилд (1882—1886) - Герман Адолф (1886—1902) - Кристиан Цинк (1902—1906) и (1908—1910) - Вильям Дрейерсдорф (1906—1908) - Альберт Волгемут (1910—1914) - Теодорс Брейкшс (1914—1915) - Андрейс Берзиньш (1918—1919) |

| - Ансис Бушевичс (19.01.1919—17.02.1921) - Екабс Цинцелис (02.1921—08.1921) - Янис Бауманис (29.08.1921—27.02.1922) - Эвалдс Римбениекс (1922—1928 и 1934—1940) - Лео Лапа (1928—1934) | - Бильевичс (1940—1941) - Микелис Бука (1941) - Матисс Еджиньс (10.05.1945—05.10.1945) - Радионс Ансонс (05.10.1945—21.04.1950) - Петерис Езериньш (27.12.1950—18.06.1953) - Волдемарс Лейиньш (1953—1956) - Юрий Рубин (1960—1963) - Ж. Ревениекс (1963—1966) - Карлис Страутиньш (09.11.1965—09.01.1971) - Янис Вагрис (1967—1973) - Эгилс Озолс (19.03.1971—29.06.1977) - Янис Лиепиньш (29.06.1977—07.03.1985) - Альфредс Дрозда (1985—1990) |

### Латвийская Республика(с 1990 года)
- Имантс Висминс (1990—1994)
- Теодорс Ениньш (1994—1997)
- Улдис Сескс (1997—2018)
- Янис Вилнитис (2018—2021)
- Гунарс Ансиньш (2021 — настоящее время)

## Международные отношения
- Белвью (Вашингтон), США (1992)
- Саутгемптон, Великобритания
- Корк, Ирландия
- Турку, Финляндия
- Нюкёбинг Фальстер, Дания (1993)
- Ольборг, Дания
- Рогаланд, Норвегия (1999)
- Берген, район Årstad, Норвегия (2001)
- Карлсхамн, Швеция (1997)
- Кальмар, Швеция
- Нюнесхамн, Швеция (1990)
- Хельсингборг, Швеция (2005)
- Паланга, Литва (2001)
- Клайпеда, Литва (1997)
- Гдыня, Польша (1999)
- Эльблонг, Польша (1991)
- Гомель, Белоруссия (1999)
- Форли, Италия
- Кальяри, Италия
- Шербур, Франция
- Ассен, Нидерланды
- Гронинген, Нидерланды
- Зволле, (Нидерланды)
- Дармштадт, Германия (1993)
- Берлин, Германия
- Киль, Германия
- Росток, Германия
- Бремерхафен, Германия
- Гамбург, Германия
- Бердянск, Украина